# José Drabs
José Jean Drabs, né en 1896 et mort le 24 janvier 1967, est un psychologue belge.

## Biographie
Il fait ses études à l' École normale Charles Buls de Bruxelles. Fondateur de la Société belge de Psychologie, professeur à l’École normale de Bruxelles, il fut un des proches collaborateurs de Paul Sollier avec qui il fonde une école d'ergologie.

## Œuvres
- 1929 : De la prévision de la perfectibilité des aptitudes motrices, avec Paul Sollier
- 1930 : Appareils nouveaux
- 1930 : L'étude pratique de l'attention, avec Paul Sollier
- 1932 : Hygiène, avec Paul Sollier
- 1934 : Recrutement et utilisation du personnel de bureau, avec Georges Maes
- 1935 : La psychotechnique, introduction à une technique du facteur humain dans le travail, avec Paul Sollier, F. Alcan
- 1936 : Le Travail rationnel
- 1942 : L'organisation et l'homme
- 1948 : Guide des études en Belgique, enseignement officiel, avec Albert van Waeyenberghe